# Жозефін Жобер
Жозефін Жобер (народилася 24 квітня 1985) — французька актриса та співачка, найбільш відома за роллю сержанта Флоранс Кассел у серіалі BBC One «Смерть у раю».

## Біографія
Жобер народилася в Парижі у французькій родині, дочка Вероніки Мюкре Рувейролі, фотографа, музиканта, письменниці, актриси та режисера, та Шарля Жобера, оператора та оператора. Її батько походить з сефардської єврейської родини з Алжиру, а предки її матері — з Мартиніки, іспанці та китайці. Жобер походить з родини артистів, до якої входять її тітка по батькові Марлен Жобер і двоюрідні сестри Єва Грін і Ельза Лунгіні. У 1997 році у віці 12 років вона переїхала з батьками до Монреаля, Квебек, Канада, на вісім років, де навчалася співу та акторській майстерності і зробила свої перші кроки на телебаченні. Разом із друзями та батьками вона брала участь у створенні пісень, відео, веб-серіалу та телесеріалу в Інтернеті. Вона відвідувала драматичний гурток Стефана Белугу, а також музичну школу Coda.

## Кар'єра
З 2008 по 2014 роки Жобер постійно знімалася в різних французьких серіалах. Вона зіграла свою першу англомовну роль сержанта Флоренс Кассел у серіалі BBC One «Смерть у раю» на початку четвертого сезону в 2015 році. Пізніше залишила шоу з «особистих і професійних причин» після шостої серії восьмого сезону в 2019 році, але повернулася в десятому сезоні в 2021 році. Також частково з'являється в 11-му сезоні, а востаннє — в четвертому епізоді цього серіалу.

## Фільмографія

### Телебачення
- 2007—2009 роки: Наші пенсійні роки: Амель Хабіб (1-3 сезони)
- 2007—2011 роки: Блискавка: Еліс Вотсон
- 2010 рік: Мої друзі, мої коханці, моє лайно… : Лу, механік (Епізод 2.06: Весь вогонь і полум'я)
- 2012 рік: Я був твого віку з Бруно Гарсіа: Ясмін
- 2013 рік: Alice Nevers: Суддя — жінка: Джаміла (Епізод 11.06: Amazon)
- 2013—2014 роки: Під сонцем Сен-Тропе: Роксана
- 2013—2014 роки: Вирізати!: Вілла Перемоги
- 2014–нині: Вілла Karayib: Kannelle Benneteau Meadow
- 2015—2019, 2021—2022: Смерть у раю : сержант-детектив Флоренс Касселл (серії 4–8 і 10–11)[9][8]

### Фільми
- 2012 рік: Опитування про кохання Веронік Мюкре: Рувейролліс Джо
- 2013 рік: Слова Веронік Мюкре Рувейролліс: Есмеральда / Кінорежисер

### Відео
- 2003 рік: Велика зірка Патрік Марті
- 2007 рік: За життя, сингл з альбому Наші пенсійні роки

### Альбоми
- 2007 рік: Наші пенсійні роки (саундтрек до першого сезону однойменного серіалу)
- 2008 рік: Наша дошка 2 роки (саундтрек другого сезону)
- 2009 рік: Наша пенсія 3 роки (саундтрек до третього сезону)